# Chucky (Fernsehserie)
Chucky ist eine amerikanische Horror-Fernsehserie von Don Mancini, die auf dessen siebenteiliger Horrorfilmreihe Chucky um eine gleichnamige Kinderpuppe (gesprochen von Brad Dourif), in die die Seele eines Serienmörders hineingefahren ist, basiert und an sie anschließt. Zusätzliche neue Hauptfigur ist ein schwuler Teenager (gespielt von Zackary Arthur).
Die erste Staffel erschien in den Vereinigten Staaten seit dem 12. Oktober 2021 bei Syfy und USA Network. In Deutschland lief sie seit dem 19. Januar 2022 auf dem Ableger von Syfy. Die zweite Staffel startete in den USA am 5. Oktober 2022 und wurde in Deutschland ab dem 26. Januar 2023 ausgestrahlt. Der erste Teil der dritten Staffel erschien ab dem 4. Oktober 2023; die Ausstrahlung der zweiten Hälfte begann am 10. April 2024. In Deutschland wird die dritte Staffel ab dem 31. Oktober 2024 gezeigt.
Nach drei Staffeln wurde die Serie abgesetzt.

## Inhalt
Die Kinderpuppe „Chucky“, die von dem Geist des Serienmörders Charles Lee Ray besessen ist, erhält einen neuen Besitzer in dem 14-jährigen schwulen Teenager Jake Wheeler. Mit diesem Protagonisten behandelt die Serie die Themen Sexualität und Mobbing, denn Jake ringt zugleich mit seiner Schwärmerei für einen Jungen und Homophobie, die er durch Familie und Gleichaltrige erfährt. Die mörderische Puppe beseitigt für Jake Leute, die ihn schikanieren und ihm Schmerzen zufügen (wollten). Sie versucht jedoch auch immer wieder, ihn dazu zu bringen, selbst aktiv zu werden und jemanden zu töten. Nach einigen Zweifeln verbündet Jake sich aber mit dem Mädchen, das ihm das Leben besonders schwer gemacht hat, um Chucky zu bekämpfen. Derweil finden sich auch Chuckys frühere Verbündete und Feinde in der Stadt ein, um Chuckys Plan zu unterstützen oder aufzuhalten.
Da der Handlungsort Hackensack, New Jersey sich als Charles Lee Rays Heimatstadt herausstellt, wird zudem in Rückblicken dessen Vergangenheit – seine Wandlung zum Mörder und seine Beziehung zu Tiffany vor der Verfolgung in Chucky – Die Mörderpuppe – beleuchtet.

## Besetzung und Synchronisation
Die deutschsprachige Synchronisation entsteht nach Dialogbüchern von Dennis Schmidt-Foß durch die Deutsche Synchron & Medienproduktion GmbH in Berlin. Schmidt-Foß führte in der ersten Staffel auch die Dialogregie; ab der zweiten Staffel übernahm diese Tarek Helmy und in der dritten Staffel Wanja Gerick die Dialogbücher.
| Rolle                            | Beschreibung | Hauptfigur (Episoden)    | Nebenfigur (Episoden)                                       | Darsteller              | Synchronsprecher                              |
| -------------------------------- | --- | ------------------------ | ----------------------------------------------------------- | ----------------------- | --------------------------------------------- |
| Chucky/Charles Lee Ray           | Serienmörder, dessen Seele von einer Kinderpuppe Besitz ergriffen hat                                                                                     | 1.01–3.08 (Stimme)       |                                                             | Brad Dourif RB          | Tobias Meister                                |
| Chucky/Charles Lee Ray           | Serienmörder, dessen Seele von einer Kinderpuppe Besitz ergriffen hat                                                                                     | 3.06–3.08 G (körperlich) |                                                             | Brad Dourif RB          | Tobias Meister                                |
| Jake Wheeler                     | 14-jähriger schwuler Teenager, Chuckys neuer Besitzer | 1.01–3.08                |                                                             | Zackary Arthur          | Linus Drews                                   |
| Devon Evans                      | Jakes heimlicher Schwarm und später fester Freund, Podcaster                                                                                              | 1.01–3.08                |                                                             | Björgvin Arnarson       | Jerome Weinert                                |
| Alexandra „Lexy“ Cross           | Jakes Mobberin und später Verbündete, Juniors feste Freundin                                                                                              | 1.01–3.08                |                                                             | Alyvia Alyn Lind        | Derya Flechtner                               |
| Junior Wheeler                   | Jakes Cousin und Lexys fester Freund | 1.01–1.08†               |                                                             | Teo Briones             | Nicolas Rathod                                |
| Bree Wheeler                     | Juniors Mutter und Logans Frau, die verheimlicht, dass sie Krebs hat                                                                                      |                          | 1.01–1.06†                                                  | Lexa Doig               | Melanie Hinze                                 |
| Logan Wheeler                    | Lucas’ Zwillingsbruder und Juniors Vater, den er sportlich unter Druck setzt                                                                              |                          | 1.01–1.07†                                                  | Devon Sawa              | Dennis Schmidt-Foß                            |
| Lucas Wheeler                    | Jakes homophober Vater; Witwer und Alkoholiker |                          | 1.01†, 3.08 G                                               | Devon Sawa              | Dennis Schmidt-Foß                            |
| Mayor Michelle Cross             | Bürgermeisterin von Hackensack, Lexys und Carolines Mutter                                                                                                |                          | 1.01–1.05, 1.07–2.01, 2.08†                                 | Barbara Alyn Woods      | Ulrike Stürzbecher                            |
| Caroline Cross                   | Lexys kleinere Schwester, die auf Chucky fixiert ist |                          | 1.01–1.05, 1.07–2.01, 2.08, 3.03, 3.08                      | Carina Battrick         | Bonny von Lenski                              |
| Nathan Cross                     | Lexys und Carolines Vater |                          | 1.01–1.05, 1.07–1.08†                                       | Michael Therriault      | Frank Schaff                                  |
| Detective Kim Evans              | Devons Mutter, Polizistin |                          | 1.01–1.06†                                                  | Rachelle Casseus        | Ilka Teichmüller                              |
| Detective Sean Peyton            | Evans’ Kollege, Polizist |                          | 1.01–1.04†                                                  | Travis Milne            | Peter Lontzek                                 |
| Miss Rachel Fairchild            | Biologielehrerin der Kinder |                          | 1.01, 1.03, 1.05–1.06, 1.08, 2.08–3.02†, 3,03 (Rückblick)   | Annie Briggs            | Jill Böttcher (S1) Janina Isabell Batoly (S3) |
| Principal McVey                  | Direktorin der Mittelschule |                          | 1.01, 1.03, 1.05†                                           | Jana Peck               |                                               |
| Oliver Hayden                    | Klassenkamerad, Juniors Konkurrent um Lexy |                          | 1.01–1.03†                                                  | Avery Esteves           |                                               |
| Dr. Amanda Mixter                | Therapeutin von Bree Wheeler und Familie Cross |                          | 1.05–1.06, 2.01, 2.05–2.08†                                 | Rosemary Dunsmore RB    | Agnes Hilpert                                 |
| Schwester Ruth                   | Nonne und Krankenschwester an der Schule des Leibhaftigen Herrn                                                                                           |                          | 2.01–2.03, 2.05–2.07†                                       | Lara Jean Chorostecki   | Sandra Schreiber                              |
| Pater Bryce                      | Priester und Direktor des Leibhaftigen Herrn |                          | 2.02–2.03, 2.05–2.07†                                       | Devon Sawa              | Dennis Schmidt-Foß                            |
| Nadine                           | Lexys Zimmergenossin im Leibhaftigen Herrn |                          | 2.02–2.03, 2.05–2.06†, 2.07 G                               | Bella Higginbotham      | Nina Schatton                                 |
| Schwester Catherine              | Nonne und Lehrerin am Leibhaftigen Herrn |                          | 2.02–2.03, 2.05–2.07                                        | Andrea Carter           | Daniela Grubert                               |
| Trevor Cains                     | früher Lexys Mobber, Messdiener am Leibhaftigen Herrn |                          | 2.02–2.03†                                                  | Jordan Kronis           | Patrick Baehr                                 |
| James Collins                    | Präsident der Vereinigten Staaten | 3.01–3.05† 3.06, 3.08 G  |                                                             | Devon Sawa              | Dennis Schmidt-Foß                            |
| Randall Jenkins                  | Präsidenten-Double | 3.06–3.07†               |                                                             | Devon Sawa              | Dennis Schmidt-Foß                            |
| Charlotte Collins                | First Lady der Vereinigten Staaten |                          | 3.01–3.08                                                   | Lara Jean Chorostecki   | Sandra Schreiber                              |
| Grant Collins                    | älterer Sohn des Präsidenten |                          | 3.01–3.08                                                   | Jackson Kelly           | Finn Posthumus                                |
| Henry Collins                    | jüngerer Sohn des Präsidenten |                          | 3.01–3.07                                                   | Callum Vinson           | Emilio Sablik                                 |
| Spencer Rhodes                   | Vizepräsident der Vereinigten Staaten |                          | 3.01–3.02, 3.04, 3.06–3.07†                                 | Michael Therriault      | Frank Schaff                                  |
| Melanie Spiegel                  | Pressesprecherin des Weißen Hauses |                          | 3.01, 3.04–3.05, 3.07†                                      | Ayesha Mansur Gonsalves | Cornelia Waibel                               |
| Gretchen                         | Journalistin |                          | 3.01, 3.04†                                                 | Alex Paxton-Beesley     |                                               |
| Coop                             | Secret-Service-Agenten |                          | 3.01–3.08                                                   | K. C Collins            |                                               |
| Hicks                            | Secret-Service-Agenten |                          | 3.01–3.05, 3.07–3.08†                                       | Franco Lo Presti        |                                               |
| Warren Pryce                     | CIA-Agent |                          | 3.02, 3.04–3.08†                                            | Gil Bellows             | Dirk Bublies                                  |
| Dr. Rosen                        | Chuckys Voodoo-Arzt |                          | 3.03, 3.05                                                  | Richard Waugh           | Dieter Memel                                  |
| Erica Dorsett                    | Jennifer Tillys Gefängniswärterin |                          | 3.04–3.05, 3.07†                                            | Rachael Ancheril        | Julia Kaufmann                                |
| Timothy Nash                     | Medium |                          | 3.07–3.08†                                                  | Kaleb Horn              |                                               |
| Weitere aus dem Chucky-Franchise | |                          |                                                             |                         |                                               |
| Andy Barclay                     | als Kind Chuckys erster Besitzer |                          | 1.01 (Stimme), 1.06–2.01, 2.05–2.07, 3.03                   | Alex Vincent            | Felix Spieß                                   |
| Tiffany Valentine                | Charles Lee Rays Freundin, deren Seele in den Körper von Jennifer Tilly gefahren ist                                                                      |                          | 1.05–1.08, 2.02, 2.04–2.05, 2.07–2.08, 3.03–3.05, 3.07–3.08 | Jennifer Tilly RB       | Philine Peters-Arnolds                        |
| Tiffany–Puppe                    | Charles Lee Rays Freundin, deren Seele in den Körper von Jennifer Tilly gefahren ist                                                                      |                          | 1.08–2.01, 3.08 (Stimme)                                    | Jennifer Tilly RB       | Philine Peters-Arnolds                        |
| Jennifer Tilly                   | Schauspielerin, deren Seele in die Tiffany–Puppe getauscht wurde                                                                                          |                          | 2.05, 2.07† (Stimme)                                        | Jennifer Tilly RB       | Philine Peters-Arnolds                        |
| Nica Pierce                      | querschnittgelähmte Frau, in die Charles Lee Rays Seele gefahren ist                                                                                      |                          | 1.05–1.08, 2.02, 2.04, 2.06–2.08, 3.03, 3.07–3.08           | Fiona Dourif            | Maria Koschny                                 |
| Kyle                             | Andys frühere Pflegeschwester und Verbündete gegen Chucky                                                                                                 |                          | 1.06–1.08, 2.04, 2.06–2.07                                  | Christine Elise         | Heide Domanowski (S1) Sabine Walkenbach (S2)  |
| Glen                             | Chuckys und Tiffanys Kind, dessen Seele in Zwillinge transferiert wurde, die beide nichtbinär sind und als Pronomen „they“ (im Deutschen „xier“) benutzen |                          | 2.04–2.05, 2.07–2.08                                        | Lachlan Watson          | Dalia Schmidt-Foß                             |
| Glenda                           | Chuckys und Tiffanys Kind, dessen Seele in Zwillinge transferiert wurde, die beide nichtbinär sind und als Pronomen „they“ (im Deutschen „xier“) benutzen |                          | 2.04, 2.06–2.08                                             | Lachlan Watson          | Dalia Schmidt-Foß                             |
| G.G.                             | frühere Glen(da)-Puppe, in die Glen und Glendas Seelen transferiert sind                                                                                  |                          | 2.08                                                        | Billy Boyd (Stimme)     |                                               |

Andere, nicht besessene „Good Guy“-Puppen werden von Nick Fisher, in der Synchronisation von Bettina Kenney gesprochen.
In Spezial-Gastauftritten jeweils als sie selbst erschienen in 2.04 Gina Gershon, Sutton Stracke, Joe Pantoliano, Meg Tilly und Liv Morgan; Meg Tilly auch in 2.05. In der dritten Staffel haben Gastauftritte Kenan Thompson als Taxifahrer in 3.03, Sarah Sherman als Kindermädchen Annie Gilpin, Nia Vardalos als Starköchin Evelyn Elliott in 3.04 und John Waters als Schöpfer der „Good Guy“-Puppen, Wendell Wilkins, in 3.08.

## Episodenliste
| Staffel | Episoden- anzahl | Episoden- anzahl | Erstausstrahlung USA | Erstausstrahlung USA | Deutschsprachige Erstausstrahlung | Deutschsprachige Erstausstrahlung |
| Staffel | Episoden- anzahl | Episoden- anzahl | Staffelpremiere      | Staffelfinale        | Staffelpremiere                   | Staffelfinale                     |
| ------- | ---------------- | ---------------- | -------------------- | -------------------- | --------------------------------- | --------------------------------- |
| 1       | 8                | 8                | 12. Oktober 2021     | 30. November 2021    | 19. Januar 2022                   | 09. März 2022                     |
| 2       | 8                | 8                | 05. Oktober 2022     | 23. November 2022    | 26. Januar 2023                   | 16. März 2023                     |
| 3       | 8                | 4                | 04. Oktober 2023     | 25. Oktober 2023     | 31. Oktober 2024                  | 21. November 2024                 |
| 3       | 8                | 4                | 10. April 2024       | 01. Mai 2024         | 31. Oktober 2024                  | 21. November 2024                 |

## Hintergrund

### Entwicklung
Der Gedanke, dass er aus seiner Chucky-Filmreihe eine Fernsehserie machen könnte, kam Don Mancini, dem Schöpfer der Filme und der Figur, während seiner Arbeit an der Serie Hannibal im Jahr 2015. Nachdem 2017 mit Cult of Chucky der siebte Film der Chucky-Reihe erschien, kündigten im Februar 2018 Mancini und Produzent David Kirschner die Entwicklung einer Fernsehserie unter dem Arbeitstitel Child’s Play an (englisch für Kinderspiel, nach dem Originaltitel der ersten drei Filme), die acht Episoden haben sollte und an der auch Chuckys originale Stimme Brad Dourif wieder beteiligt sein werde. Außerdem sollen im Anschluss weitere Filme geplant werden. Während die Serie sich an die Filme anschließen soll, deren noch offene Enden das Fernsehformat am besten entgegenkommen könne, solle auch das Konzept der ersten Filme wieder aufgegriffen werden, indem die Handlung sich wieder um Kinder drehen werde. Der Sender Syfy erwarb im Januar 2019 die Rechte, die Serie zu entwickeln, die von Mancini geschrieben werden sollte mit Kirschner und Nick Antosca (Schöpfer von Channel Zero) als Executive Producer, und gab im Januar 2020 die offizielle Serienbestellung bekannt. Um sicherzugehen, dass er den Stil des Franchise nicht abmildern müsse, handelte Mancini noch vor dem Verkauf der Serie mit dem Sender aus, dass Chucky zehnmal pro Episode „fuck“ sagen dürfe. Das mehrstündige Serienformat gab ihm durch das Mittel von Flashbacks „auch zusätzliche Zeit, um in die Entstehungsgeschichte von Charles Ray einzutauchen, etwas, das die Fans seit Jahrzehnten sehen wollten.“
Mancini hatte von Anfang an mehrere Staffeln, aber noch kein Endziel geplant, da er nicht beabsichtige, mit dem Chucky-Franchise aufzuhören.

### Besetzung

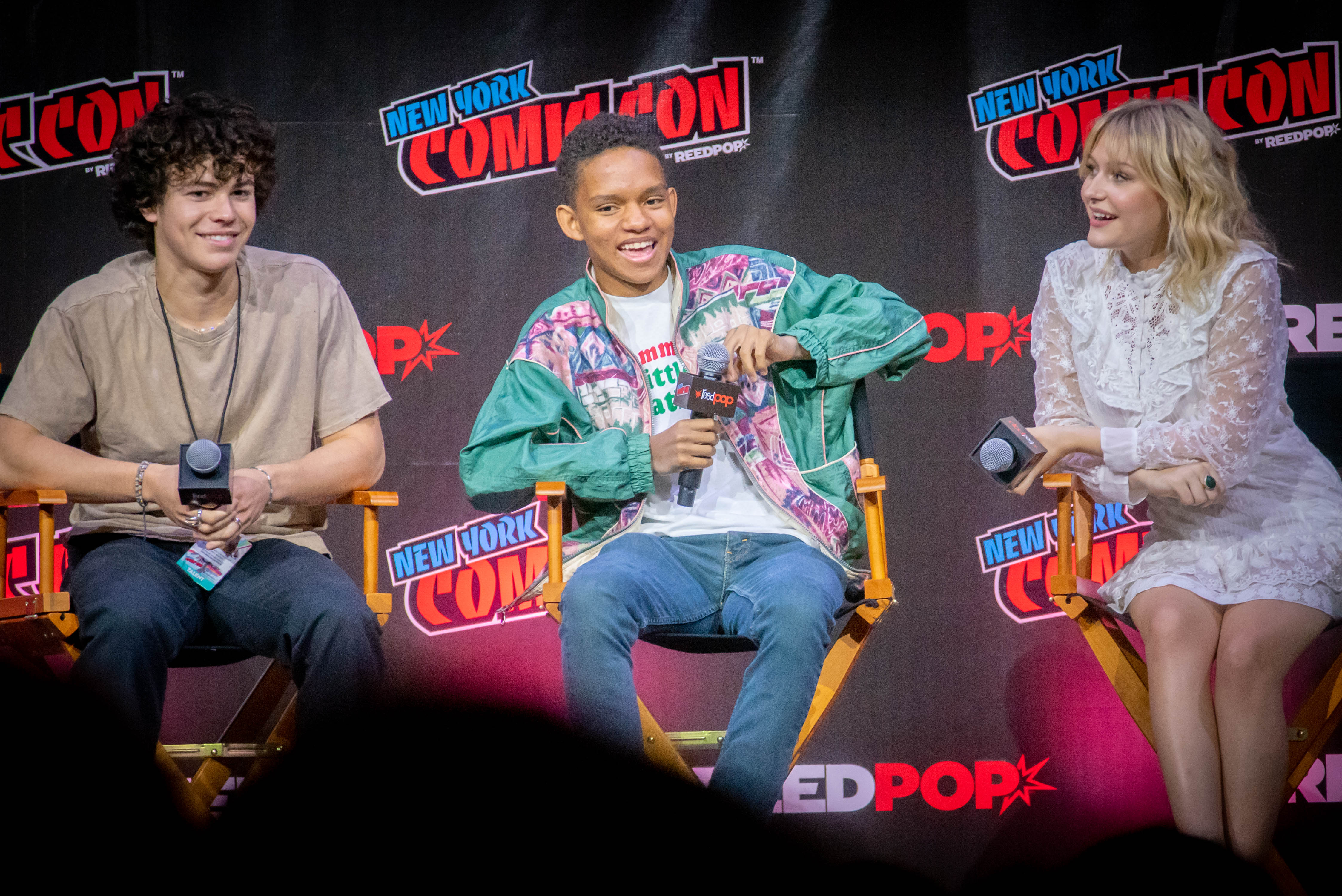
Die drei Jung-Hauptdarsteller Zackary Arthur, Björgvin Arnarson und Alyvia Alin Lind bei der New York Comic Con 2022.

Die neue Besetzung mit den vier Jungdarstellern Zackary Arthur, Teo Briones, Alyvia Alyn Lind und Björgvin Arnarson als Hauptfiguren wurde im März 2021 bekanntgegeben. In erwachsenen Rollen spielen unter anderen Devon Sawa (bekannt aus Final Destination) in einer Doppelrolle als Zwillinge, als Rollenmutter für Alyvia Alyn Lind deren wirkliche Mutter Barbara Alyn Woods, als Rollenmutter für Teo Briones Lexa Doig, die wie er philippinische Abstammung hat, um diesen Hintergrund zu berücksichtigen. Neben Brad Dourif als die Titelrolle kehren in ihren Rollen aus den Filmen auch Jennifer Tilly als Charles Lee Rays Freundin Tiffany, Alex Vincent als Chuckys früherer Besitzer Andy Barclay, Christine Elise als dessen Pflegeschwester Kyle und Dourifs Tochter Fiona Dourif als Nica, in die die Seele Charles Lee Rays gefahren ist, zurück.
Nachdem beide Rollen von Devon Sawa in der ersten Staffel getötet wurden, wurde im Mai 2022 bekanntgegeben, dass er in der zweiten Staffel in einer neuen Rolle zurückkehren wird. Im Juni wurden im Zusammenhang mit Jennifer Tilly unter anderen Gina Gershon und Joe Pantoliano, ihre Co-Stars aus Bound – Gefesselt von 1996, sowie ihre Schwester Meg Tilly angekündigt. In derselben Episode hat die WWE-Wrestlerin Liv Morgan einen Stargastauftritt. Lachlan Watson, selbst nichtbinär, wurde in eine Doppelrolle als Glen und Glenda besetzt, das genderfluide Kind der Puppen Chucky und Tiffany. Dieses erschien in dem Film Chuckys Baby, zunächst als eine lebendige Puppe, die sowohl eine männliche als auch eine weibliche Identität entwickelte, die separat in die Körper von Zwillingen übertragen wurden. Mancini und Watson hatten zuvor gemeinsam an einem virtuellen Panel für die San Diego Comic-Con International 2020 zum Thema queerer Repräsentation in Horror teilgenommen. Mancini habe dabei in Watson gesehen, was Glen und Glenda für ihn repräsentieren.
Nachdem Sawas Rückkehr für die dritte Staffel zuvor unbestätigt blieb, enthüllte ein Trailer, dass er diesmal den Präsidenten verkörpern wird. Als Gaststars wurden aus der Latenight-Sketchshow Saturday Night Live Kenan Thompson und Sarah Sherman, die dort in einem Sketch Chucky spielte, enthüllt. Mancini hatte ihnen Auftritte angeboten, nachdem Thompson für den Cast eine Premierenfeier zur zweiten Staffel gegeben hatte und Mancini wiederum bei einer Aufzeichnung von Saturday Night Live dabei sein durfte. Einen weiteren Gastauftritt erhielt Nia Vardalos von My Big Fat Greek Wedding, die Mancini bei einem Dinner mit Zackary Arthurs Familie kennengelernt hatte. Ihr Tod war inspiriert von Bruce Campbells Darstellung in Armee der Finsternis. Mancini kommentierte, dass prominente Fans, die bereit sind mitzuspielen, ein Vorteil seien, um das Franchise frisch zu halten, und sie auf besondere Weise zu töten, seine Hommage an sie sei.
Eine Vorschau auf die zweite Hälfte der dritten Staffel enthüllte, dass Chuckys Sprecher Brad Dourif seinen ersten physischen Auftritt in der Serie hatte; im Franchise war er zuvor nur im ersten Film und in Curse of Chucky zu sehen. Filmregisseur John Waters, der bereits in Chuckys Baby zu sehen war, hatte einen Gastauftritt als der Erfinder der „Good Guys“-Puppen.

### Produktion
Für die Puppe Chucky wurde Animatronic verwendet und keine CGI erstellt; digitale Effekte wurden nur benutzt, um die Puppenlenker, Stäbe und Kabel aus dem Bild zu entfernen. Special Effects Artists Tony Gardner und Peter Chekavo, die seit den letzten drei Filmen an Design und Effekte der Puppen involviert waren und in der Serie Teil der sechs Puppenlenker sind, gestalteten die Puppe für die Serie nach der aus dem zweiten Film, der laut Mancini unter anderem aufgrund Chuckys Aussehen ein Favorit der Fans sei.
Die 3D-animierten, für jede Episode variierten Titelsequenzen werden von dem Londoner Grafikdesignstudio Huge Designs kreiert. Die Musik der Serie kommt von dem Filmmusikkomponisten Joseph LoDuca, der das Franchise seit Curse of Chucky begleitet.
Die Dreharbeiten der Serie finden in Toronto statt. Für die erste Staffel hätten sie im Herbst 2020 beginnen sollen, aber wurden aufgrund der COVID-19-Pandemie auf 2021 verschoben. Sie fanden schließlich vom 29. März bis zum 11. August 2021 statt. Mancini hat für die erste Episode Regie geführt.
Am 29. November 2021 erfolgte die Verlängerung um eine zweite Staffel. Die Dreharbeiten für diese begannen April 2022 und waren Mitte August abgeschlossen. Szenen, in denen Glen und Glenda gemeinsam auftreten, wurden mittels Split Screen erstellt. Weil es für Lachlan Watson nach dem Dreh der Szenen in einer Rolle anderthalb Stunden dauerte, durch Haar und Make-up in die andere Rolle zu wechseln, wurde der Drehplan um diese Szenen geplant, sodass in dieser Unterbrechungszeit andere Szenen gedreht wurden.
Am 15. Januar 2023 wurde die Serie um eine dritte Staffel verlängert. Die Vorproduktion der dritten Staffel begann Anfang Februar 2023, die Dreharbeiten waren für vier Monate vom 27. April bis zum 28. August angesetzt. Im Juli wurden die Dreharbeiten aufgrund des Streiks der SAG-AFTRA unterbrochen. Tage vor dem Streik, als deutlich wurde, dass dieser kommen würde, drängte Universal darauf, weil das Marketing für Chucky der letzten zwei Jahre so stark und erfolgreich gewesen war, etwas während der Halloween-Saison ausstrahlen zu können, sodass man mit Dreharbeiten bis zur Stilllegung die ersten vier Episoden fertigstellte, die die erste Hälfte der vierten Staffel bilden. Laut Mancini seien auch die fünfte und sechste fast vollendet gewesen mit nur einem weiteren übrigen Drehtag sowie bereits Szenen für die siebte und achte Episoden gedreht worden. Nach Beendigung des Streiks wurde der Dreh für Chucky am 27. November wieder aufgenommen.
Produktionsdesigner John Dondertman, der bereits für andere Produktionen das Weiße Haus nachgebildet hatte, betrachtete das Set für die dritte Staffel wegen Mancinis Inspiration durch Stanley Kubricks Shining als eigene Version des Overlook Hotels, hauptsächlich bezüglich der Dimensionen. Für das Amityville House musste er ein Haus finden, das von außen ähnlich genug aussieht, und die Inneneinrichtung als Set nachbauen, für das er den Film von 1979 als Referenz nahm.

### Themen
Durch einen schwulen Teenager als Hauptfigur, der mit seiner Sexualität ringt, soll die Serie ein Gespräch über Mobbing anstoßen und die Behandlung von LGBT-Themen in dem Franchise vertiefen. Mancini fühlte sich verpflichtet, „jungen queeren Horrorfans Charaktere zu geben, mit denen sie sich identifizieren können,“ und wählte dafür einen 14-Jährigen als das Alter, in dem man erste Schritte Richtung Erwachsensein macht und versucht herauszufinden, wer man ist. Das Serienformat gab Mancini, der selbst schwul ist, außerdem mehr Gelegenheit persönlicher zu werden und in der Hauptfigur Jake Wheeler autobiographische Elemente umzusetzen. Dazu gehöre etwa, dass dessen Vater Probleme mit Jakes aufkeimender sexueller und romantischer Identität habe. Mancini bezeichnete die Serie als das autobiografischste Werk seiner Karriere, so hatte auch er Schikane und Missbrauch durch seinen Vater erlebt. Dies dargestellt zu sehen sei kathartisch gewesen. Auch an frühere Schulkameraden und Bullys sei die Show eine Art Rache und Revanche.
Auch Chucky wird als Metapher zur Darstellung von Bullying benutzt, er sei „der ultimative Bully. Er ist charmant und er ist witzig. Bullies können uns in dieser Verkleidung erscheinen und verführerisch sein,“ sagt Mancini. Zugleich wird Chucky scheinbar Jakes Ally (Verbündeter), denn er sei nicht intolerant oder homophob, sondern einfach ein Psychopath, der ohne Diskriminierung jeden töte. Dabei wird auch seine Entwicklung in den Filmen aufgegriffen, nämlich dass die Puppe in Chuckys Baby ein genderfluides Kind namens Glen und Glenda erhielt und zuletzt in Cult of Chucky Charles Lee Ray in die Frau Nica Pierce als Verbündete seiner Freundin Tiffany Valentine-Ray gefahren ist, womit Mancini ihn auf eine Reise schickte, seine Sexualität zu erkunden.
Die zweite Staffel versetzt Jake und seinen festen Partner an eine katholische Erziehungsanstalt, „eine Einrichtung, die sie offiziell ablehnt, die ihnen offiziell sagt, sie seien verkehrt,“ und erkundet damit die Auswirkungen religionsbasierter Vorurteile auf die Jugendlichen. Auch trägt es weiterhin einen autobiographischen Zug, da Mancini mit der katholischen Kirche erzogen wurde. So habe er Autoritätsfiguren gehabt, die ihm mit dem Finger gedroht hätten, dass er schlecht sei und in die Hölle komme. Zudem seien auf den katholischen Glauben basierende gruselige Horrorfilme eines seiner liebsten Horror-Subgenres; so sei er für die Staffel von Der Exorzist und Das Omen inspiriert gewesen.
Die dritte Staffel spielt im Weißen Haus und enthält als Figuren den Präsidenten der Vereinigten Staaten mit der First Family. Sie sei nach Produzent Alex Hedlund dennoch nicht politisch und die Agenda des Präsidenten derart, dass die Serie Kritik oder Vermutungen, dass bestimmte öffentliche Personen damit verhöhnt würden, umgehen könne. Statt um Politik drehe die Staffel sich eher um das Weiße Haus als „ultimatives Spukhaus“. Mancini habe sie als „House of Cards trifft Shining“ beworben. Mancini war bereits lange vorher am Weißen Haus und der Geschichte seiner Geister interessiert, über die er ursprünglich für eine separate Idee ohne Chucky-Bezug recherchiert hatte. Das Weiße Haus als Sitz der Macht bot Chucky aber sowohl neue Einschränkungen als auch Möglichkeiten sowie Herausforderungen für die Hauptfiguren, um ihn zu bekämpfen.

## Ausstrahlung und Absetzung

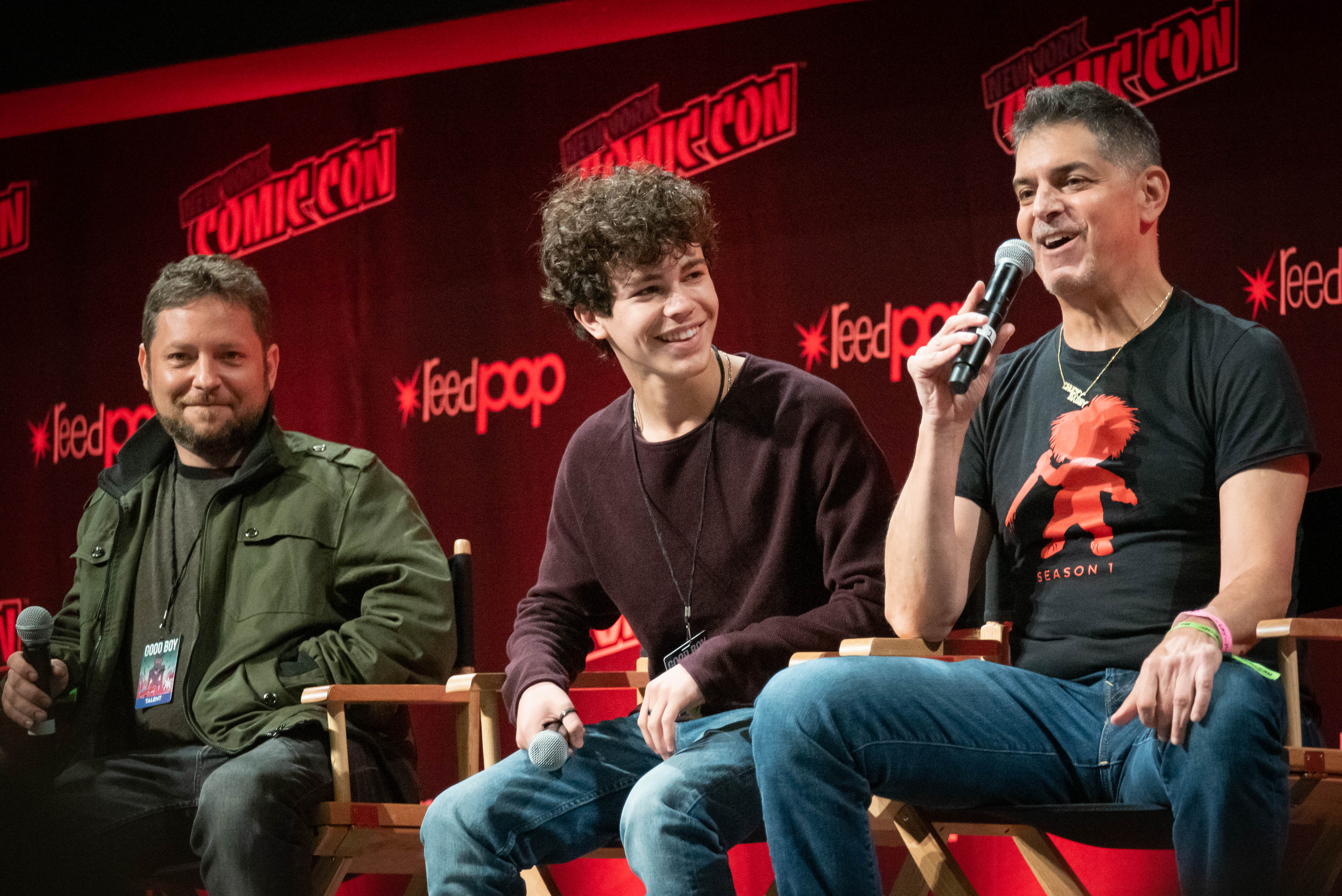
Auf der New York Comic Con (v. l. n. r.): Alex Vincent, Zackary Arthur, Don Mancini

Die erste Episode hatte Premiere durch eine Vorführung am 8. Oktober 2021 bei der New York Comic Con, bei der Schöpfer Don Mancini und Schauspieler Jennifer Tilly, Alex Vincent und Zackary Arthur anwesend waren. Ab dem 12. Oktober wurden die Episoden der ersten Staffel wöchentlich gleichzeitig auf Syfy und USA Network ausgestrahlt. Nach der Premiere der finalen Episode wurde die gesamte Staffel am 1. Dezember auf Peacock veröffentlicht. Der Ausstrahlungsbeginn der zweiten Staffel war am 5. Oktober 2022. Die Ausstrahlung der dritten Staffel begann am 4. Oktober 2023. Die Episoden erschienen zusätzlich zu den beiden Sendern bei Peacock. Die Staffel wurde in zwei Teilen mit jeweils vier Episoden veröffentlicht. Die zweite Hälfte begann ab dem 10. April 2024.
In Deutschland fand die Ausstrahlung ab dem 19. Januar 2022 auf dem Ableger von Syfy statt. Die zweite Staffel wurde ab dem 26. Januar 2023 ausgestrahlt. Der Start der dritten Staffel ist für den 31. Oktober 2024 angekündigt.
Trotz Gesprächen zur Entwicklung einer finalen kürzeren Staffel oder eines Films wurde die Serie nach drei Staffeln Ende September 2024 abgesetzt.

## Rezeption

### Zuschauerzahlen
Bei den beiden Sendern Syfy und USA Network, bei denen die Serie gleichzeitig läuft, wurde die Premierenepisode zusammengenommen in der ersten Woche von 4,4 Millionen Zuschauer angeschaut, von denen 2,1 Millionen der Zielgruppe von 18 bis 49 Jahren angehören, womit sie neben Resident Alien eine der stärksten Premieren neuer Serien im Kabelfernsehen für 2021 erreichte.
Die Premiere der zweiten wurde auf beiden Sendern live und durch die anschließende Veröffentlichung auf YouTube unter der ersten Woche zusammengenommen von etwa 1,3 Millionen Zuschauern angesehen. Nach zwei weiteren Wochen hatte sie insgesamt etwa 4,6 Millionen Zuschauer.
| Episode | Syfy        | Syfy         |             | USA Network  | USA Network |
| Episode | Zus. (Mio.) | 18–49 J. (%) | Zus. (Mio.) | 18–49 J. (%) |             |
| ------- | ----------- | ------------ | ----------- | ------------ | ----------- |
| 1       | 0,451       | 0,18         | 0,357       | 0,13         |             |
| 2       | 0,390       | 0,14         | 0,280       | 0,11         |             |
| 3       | 0,330       | 0,15         | 0,352       | 0,13         |             |
| 4       | 0,282       | 0,11         | 0,302       | 0,12         |             |
| 5       | 0,252       | 0,11         | 0,265       | 0,09         |             |
| 6       | 0,377       | 0,13         | 0,278       | 0,11         |             |
| 7       | 0,350       | 0,14         | 0,348       | 0,14         |             |
| 8       | 0,296       | 0,12         | 0,313       | 0,12         |             |

| Episode | Syfy        | Syfy         |             | USA Network  | USA Network |
| Episode | Zus. (Mio.) | 18–49 J. (%) | Zus. (Mio.) | 18–49 J. (%) |             |
| ------- | ----------- | ------------ | ----------- | ------------ | ----------- |
| 1       | 0,355       | 0,14         | 0,320       | 0,15         |             |
| 2       | 0,219       | 0,08         | 0,209       | 0,08         |             |
| 3       | 0,272       | 0,11         | 0,239       | 0,10         |             |
| 4       | 0,224       | 0,08         | 0,255       | 0,10         |             |
| 5       | 0,227       | 0,08         | 0,249       | 0,08         |             |
| 6       | 0,227       | 0,09         | 0,246       | 0,09         |             |
| 7       | 0,130       | 0,04         | 0,230       | 0,09         |             |
| 8       | 0,138       | 0,05         | 0,244       | 0,09         |             |

| Episode | Syfy        | Syfy         |             | USA Network  | USA Network |
| Episode | Zus. (Mio.) | 18–49 J. (%) | Zus. (Mio.) | 18–49 J. (%) |             |
| ------- | ----------- | ------------ | ----------- | ------------ | ----------- |
| 1       | 0,172       | 0,05         | 0,207       | 0,07         |             |
| 2       | 0,124       | 0,06         | 0,261       | 0,09         |             |
| 3       | 0,210       | 0,07         | 0,230       | 0,09         |             |
| 4       | 0,105       | 0,02         | 0,247       | 0,08         |             |
| 5       | 0,153       | 0,04         | 0,228       | 0,08         |             |
| 6       | 0,140       | 0,03         | 0,176       | 0,04         |             |
| 7       | 0,072       | 0,06         | 0,176       | 0,06         |             |
| 8       | 0,077       | 0,02         | 0,116       | 0,03         |             |

### Kritiken

#### Staffel 1
Die erste Staffel hält auf Rotten Tomatoes eine Kritikerwertung von 91 %, basierend auf 34 ausgewerteten Rezensionen.
Für Rezensionen vor der Ausstrahlung wurden Kritikern die ersten vier Episoden gesandt. Laut Alex McLevy von A.V. Club, der den Episoden die Note B- vergibt, behalte die Serie Chuckys Neigung zu grotesken Morden und einem kindischen, säuerlichen Humor bei, aber sei manchmal auch etwas schlampig und habe Probleme, die Zeit zwischen den Morden auszufüllen. Steven Scaife vom Slant Magazine vergibt 3,5 von 4 Sternen und bezeichnet die Serie als „schaurige und überraschend einfühlsame Coming-of-Age-Story“ sowie „eine witzige, absurde Serie, die Mitgefühl wie auch Empörung für Figuren erzeugt, die unseren Spott mehr als würdig sind.“
In einer deutschen Rezension urteilt Gian-Philip Andreas von fernsehserien.de: „Zugestanden, nichts in Chucky ist irgendwie revolutionär oder neu oder gar unerwartet subtil, und doch kann man angesichts dieser vor allem in den Tonfallwechseln kühnen Kombi aus Teenage-Angst-Drama und zynisch-albernem Slasher-Spektakel immer wieder das Grinsen schwer unterdrücken – selbst wenn man nie ein ausgewiesener Fan der Child’s Play-Reihe war.“ In einer Rezension der gesamten ersten Staffel befindet Mario Giglio für Serienjunkies.de, „dass die Chucky-Serie nicht nur eine würdige Fortführung der „Child’s Play“-Saga darstellt, sondern der größte Horrorspaß sein könnte, den man in diesem Jahr auf dem Fernseher miterlebt.“ Sie sei „ein regelrechter Triumph, sowohl für das Horrorgenre als auch das langjährige „Child’s Play“-Franchise. Kreative Kills mit praktischen Effekten, die auch Chucky mit altbekannter Stimme von Brad Dourif zum Leben erwecken, tun einiges, um bei Slasher-Fans Pluspunkte zu sammeln. Hinzu kommt ein sympathischer, wenn auch unerfahrener Cast an jungen Charakteren, die einem im Laufe der Zeit mehr ans Herz wachsen, als man es bei einem Format über Mörderspielzeug erwarten würde.“
Auf queer.de wird die Rezeption der Serie wie folgt zusammengefasst: „Mit der sowohl nostalgischen wie progressiven Ausrichtung der "Chucky"-Serie ist es Don Mancini gelungen, ein ungewöhnliches Fanlager zu erschaffen. Anhänger der langlebigen Filmreihe feiern die Serie für ihre zahlreichen Verweise an die sieben Streifen (das Remake von 2019 ausgenommen) sowie für das Kunststück, Chucky noch immer kreative Mordweisen finden zu lassen. Vom überzeichneten Charme des Originals und vulgären One-Linern der Titelfigur ganz zu schweigen. Die queere Community zeigt sich derweil von der prominenten Repräsentation, etwa durch die homosexuelle Hauptfigur der Serie, begeistert.“

#### Staffel 2
Die zweite Staffel hält auf Rotten Tomatoes eine Kritikerwertung von 90 %, basierend auf 10 ausgewerteten Rezensionen, Während der Ausstrahlung erreichte sie 100 %, womit sie den höchsten Wert des gesamten Franchises hatte.
Samantha Graves von Collider urteilte: „Dafür wie verrückt das Konzept multipler Chuckys ursprünglich schien, hat die Serie es brilliant ausgespielt und uns meisterhaft viele neue Seiten der Figur gegeben, die Gutes verheißen und durch Entertainment und Intrige abliefern. […] Die Fernsehserie ist möglicherweise seine beste Version, die wir bislang gesehen haben. Es hat geholfen, Chucky zu einer modernisierteren Version zu entwickeln, die ein neues Publikum anspricht und zugleich seinen Wurzeln treu bleibt und sie ausbreitet.“ Jeff Ewing von Slash Film hebt besonders das Schauspiel der jungen Hauptdarsteller hervor: „Während alle drei Darsteller in ihren jeweiligen Rollen gut funktionieren, sind ihre Interaktionen […] das Herz der Serie und wann ihre Leistungen am besten ankommen.“ Sie seien zusammen überzeugender als getrennt.

### Auszeichnungen
- Critics’ Choice Super Awards 2022: Beste Horrorserie – Nominierung
- GLAAD Media Awards 2022: Beste neue Serie – Nominierung
- Hollywood Critics Association TV Awards 2022: Beste Dramaserie im Kabelfernsehen – Nominierung
- Saturn-Award-Verleihung 2022
  - Beste Horrorserie (Netzwerk/Kabel) – Nominierung
  - Bester Jungdarsteller in einer Fernsehserie (Netzwerk/Kabel) – Nominierung für Zackary Arthur
  - Bester Gastauftritt in einer Fernsehserie (Netzwerk/Kabel) – Auszeichnung für Jennifer Tilly
  - Beste DVD-Veröffentlichung einer Fernsehserie – Auszeichnung
- GLAAD Media Awards 2023: Beste Dramaserie – Nominierung
- Saturn-Award-Verleihung 2024
  - Beste Horrorserie (Netzwerk/Kabel) – Nominierung
  - Bester Jungdarsteller in einer Fernsehserie (Netzwerk/Kabel) – Nominierung für Zackary Arthur
- Astra Television Awards 2024
  - Beste Dramaserie (Kabel) – Nominierung
  - Beste Regie einer Dramaserie (Kabel) – Nominierung für John Hyams (Episode Jennifer’s Body)
  - Bestes Drehbuch einer Dramaserie (Kabel) – Nominierung (Episode Jennifer’s Body)